# Чернопятов, Константин Николаевич
Константин Николаевич Чернопятов (1900—1978) — советский архитектор. Автор проекта Зимнего театра в Сочи.

## Биография
Константин Чернопятов родился 23 апреля 1900 года в Белёве. В 1925 году окончил Ленинградский институт гражданских инженеров со званием инженера-архитектора. С 1925 года работал в Рязани сначала помощником главного архитектора, затем главным архитектором города. В 1927—1930 годах работал в Москве в тресте «Мосстрой», занимался восстановлением жилых и общественных зданий города. Затем до 1932 года работал в тресте «Магнитстрой» на строительстве электростанций и домен. С 1932 году — на строительстве Златоустовского металлургического завода. С 1934 года, после того как выполненный Чернопятовым проект Сочинского театра получил первую премию, работал на строительстве театра в должности первого заместителя главного инженера Сочистроя Народноко комиссариата коммунального хозяйства РСФСР. В 1935 году был принят в Союз архитекторов СССР. После завершения строительства театра до 1939 года занимался педагогической деятельностью в Рязани, Магнитогорске (был деканом строительного факультета индустриального института) и в Москве (в заочном институте Министерства строительных материалов). С 1939 года — начальник строительства здания газеты «Известия» в Москве. В 1941 году вступил в КПСС.
В 1941—1943 годах — на строительных работах на Урале и в Куйбышеве. С 1943 года — начальник Главного управления архитектурно-строительного контроля СССР и член Комитета по делам архитектуры при СНК СССР. Затем до 1973 года занимал должность заместителя министра коммунального хозяйства. В 1973—1974 годах — уполномоченный Президиума Академии наук СССР по реконструкции Царицыно. В 1974 году вышел на пенсию (пенсионер союзного значения).
Занимался общественной деятельностью в Союзе архитекторов СССР. С 1955 года — председатель ревизионной комиссии Московского отделения Союза архитекторов. С 1970 года — член правления Московского отделения Союза архитекторов и председатель секции АСП. Автор около 70 статей в периодической печати и книги «Главный архитектор города». Увлекался живописью, автор множества пейзажей.
Жил в Москве (улица Губкина, дом 4). Умер 27 июля 1978 года.

## Награды
- Орден Трудового Красного Знамени[2]
- Орден «Знак Почёта»[2]
- Медаль «За победу над Германией в Великой Отечественной войне 1941—1945 гг.»[2]
- Юбилейная медаль «Двадцать лет Победы в Великой Отечественной войне 1941—1945 гг.»[2]
- Медаль «За доблестный труд в Великой Отечественной войне 1941—1945 гг.»[2]
- Юбилейная медаль «50 лет Вооружённых Сил СССР»[2]
- Медаль «В ознаменование 100-летия со дня рождения Владимира Ильича Ленина»[2]
- Медаль «В память 800-летия Москвы»[2]
- Ветеран Магнитостроя[2]

## Сочинения
- Чернопятов К. Н. Главный архитектор города: из опыта работы. — М.: Стройиздат, 1966.